# 訃報 2005年10月
訃報 2005年10月（ふほう 2005ねん10がつ）では、2005年（平成17年）10月中に物故した、又は物故が報じられた人物についてまとめる。

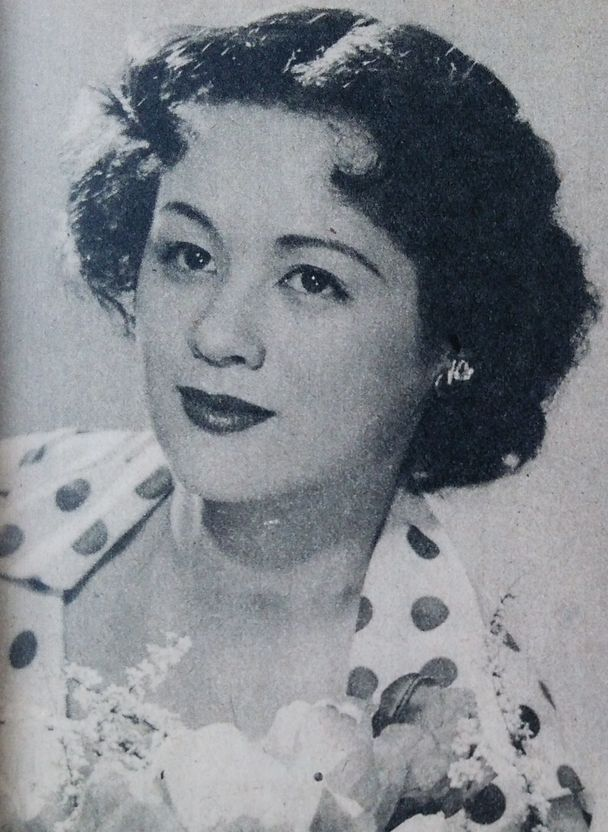
角梨枝子／10月12日没

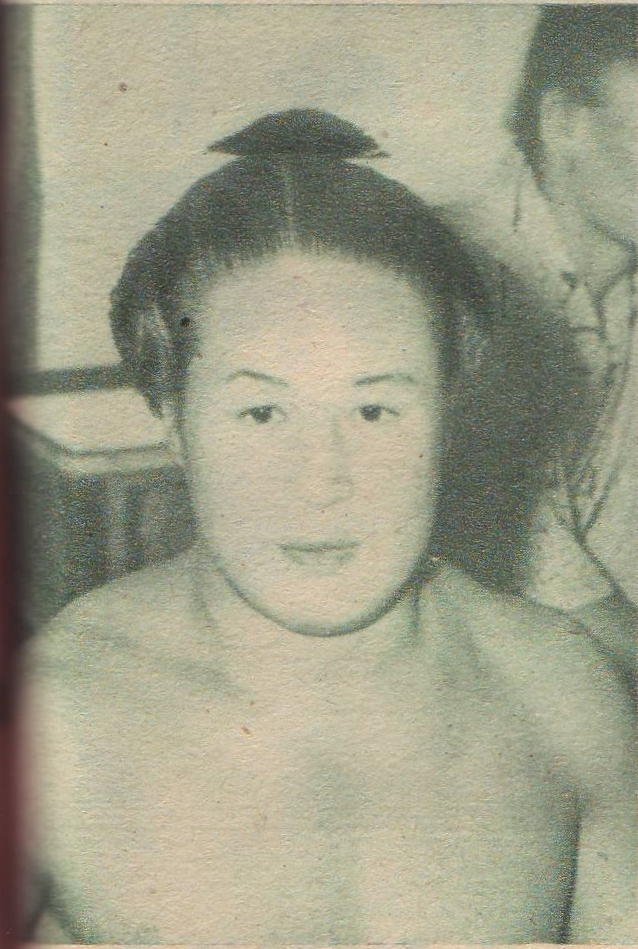
神錦國康／10月22日没

根上淳／10月24日没

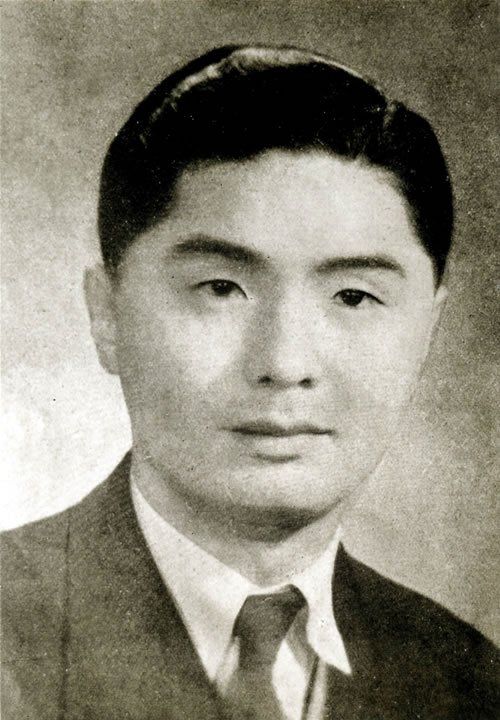
栄毅仁／10月26日没

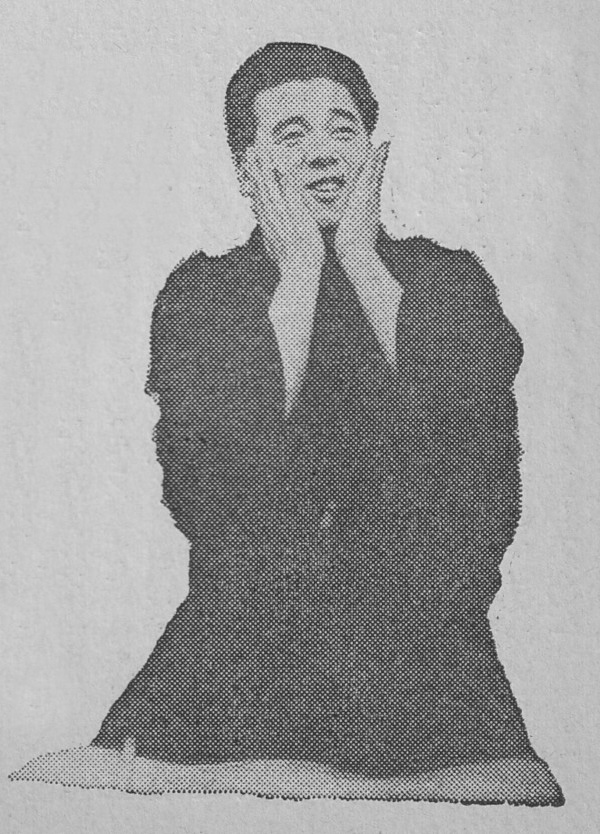
三笑亭夢楽／10月28日没

## （1日 - 15日）
- 10月1日 - 室井庸一、フランス文学者（* 1924年）
- 10月3日 - 細川護貞、細川家17代当主、近衛文麿元首相の秘書官（* 1912年）
- 10月4日 - 渡辺武、元日本共産党参議院議員（* 1915年）
- 10月4日 - 小川正隆、美術評論家（* 1925年）
- 10月5日 - 東山紀之、元万有製薬社長（* 1925年）
- 10月6日 - 斉藤一雄、元日本社会党衆議院議員（* 1925年）
- 10月7日 - 田中茂穂、元日新製鋼副社長（* 1931年）
- 10月7日 - 原笙子、舞楽家（* 1933年）
- 10月8日 - 早船ちよ、作家（* 1914年）
- 10月8日 - 土屋繁裕、外科医（* 1956年）
- 10月9日 - 鳥海昭子、歌人・エッセイスト（* 1929年）
- 10月10日 - ミルトン・オボテ、元ウガンダ大統領（*1924年）
- 10月11日 - 名越時正、近世思想研究者 (* 1915年）
- 10月11日 - 田口恒夫、医学者（* 1924年）
- 10月12日 - 角梨枝子、女優（* 1928年）
- 10月14日 - 小野賢二、元プロ野球西武ライオンズ社長（* 1936年）
- 10月15日 - 横松宗、近代中国思想研究者・教育学者（* 1913年）

## （16日 - 31日）
- 10月16日 - バリントン・ムーア、社会学者（* 1913年）
- 10月16日 - 吉田久一、社会福祉学者（* 1915年）
- 10月16日 - 赤羽礼子、経営者・鳥濱トメの娘（*1930年）
- 10月16日 - 鹿野幸子、彫刻家（*1933年）
- 10月17日 - 巴金、作家（* 1904年）
- 10月18日 - 清水径子、俳人（* 1911年）
- 10月18日 - アレクサンドル・ヤコブレフ、元ソビエト連邦大統領首席顧問（* 1923年）
- 10月19日 - 宮城けんじ、漫才師・Wけんじのメンバー（* 1924年）
- 10月20日 - 秋月辰一郎、医師（* 1916年）
- 10月20日 - シャーリー・ホーン、ジャズピアニスト（* 1934年）
- 10月21日 - フランキー・ジー、キャプテン・ジャックのラッパー (* 1962年)
- 10月22日 - 神錦國康、大相撲力士（* 1925年）
- 10月22日 - アルマン、画家・彫刻家（* 1928年）
- 10月22日 - 延亨黙、国防委員会副委員長（* 1931年）
- 10月24日 - 板倉光馬、海軍軍人（* 1912年）
- 10月24日 - ローザ・パークス、公民権運動活動家（* 1913年）
- 10月24日 - 岩崎寿男、実業家・三菱自動車工業常務（* 1914年）
- 10月24日 - 根上淳、俳優（* 1923年）
- 10月26日 - 栄毅仁、元中国国家副主席（* 1916年）
- 10月26日 - 吉田鴻司、俳人（* 1918年）
- 10月26日 - 吉川元忠、経済学者（* 1934年）
- 10月28日 - 三笑亭夢楽、落語家（* 1925年）
- 10月28日 - リチャード・スモーリー、科学者（*1943年）
- 10月30日 - 葉室鐵夫、元競泳選手（* 1917年）
- 10月31日 - 平井友美子、バイオリニスト・桐朋学園大学名誉教授（* 1911年）
- 10月31日 - 九鬼喜久男、実業家・政治家（* 1918年）